# Zé Lucas
Zé Lucas, pseudonimo di José Lucas Gomes da Silva (Vitória de Santo Antão, 23 marzo 2008), è un calciatore brasiliano, centrocampista dello Sport Recife.

## Carriera

### Club
Cresciuto nel settore giovanile dello Sport Recife, ha debuttato in prima squadra l'11 gennaio 2025 nell'incontro del Campionato Pernambucano pareggiato 1-1 contro l'Afogados; al termine della competizione, peraltro vinta dalla sua squadra, è stato definitivamente promosso in prima squadra dopo aver prolungato il contratto fino al 2028 e nel prosieguo della stagione ha anche esordito nella prima divisione brasiliana.

### Nazionale
Ha giocato con la nazionale brasiliana Under-17.

## Statistiche

### Presenze e reti nei club
Statistiche aggiornate al 11 maggio 2025.
| Stagione        | Squadra         | Campionato      | Campionato | Campionato | Coppe nazionali | Coppe nazionali | Coppe nazionali | Coppe continentali | Coppe continentali | Coppe continentali | Altre coppe | Altre coppe | Altre coppe | Totale | Totale | Totale |
| Stagione        | Squadra         | Comp            | Pres       | Reti       | Comp            | Pres            | Reti            | Comp               | Pres               | Reti               | Comp        | Pres        | Reti        | Pres   | Reti   |        |
| --------------- | --------------- | --------------- | ---------- | ---------- | --------------- | --------------- | --------------- | ------------------ | ------------------ | ------------------ | ----------- | ----------- | ----------- | ------ | ------ | ------ |
| 2025            | Sport Recife    | A1/PE+A         | 6+5        | 0          | CB              | 0               | 0               | -                  | -                  | -                  | CdN         | 3           | 0           | 14     | 0      |        |
| Totale carriera | Totale carriera | Totale carriera | 11         | 0          |                 | 0               | 0               |                    | -                  | -                  |             | 3           | 0           | 14     | 0      |        |

## Palmarès

### Club

#### Competizioni statali
- Campionato Pernambucano: 1

Sport Recife: 2025